# آیک دیوگو
آیک دیوگو (انگلیسی: Ike Diogu؛ زادهٔ ۱۱ سپتامبر ۱۹۸۳) بازیکن بسکتبال اهل ایالات متحده آمریکا است.
از باشگاه‌هایی که در آن بازی کرده‌است می‌توان به گلدن استیت واریرز، لس آنجلس کلیپرز، ساکرامنتو کینگز، ایندیانا پیسرز، پورتلند تریل بلیزرز، و سن آنتونیو اسپرز اشاره کرد.
وی در مسابقات کشوری و بین‌المللی در مجموع برندهٔ ۱ مدال طلا، ۱ مدال نقره شده‌است.